# Tawaz
Tawaz est une ville et une commune du centre-ouest de la Mauritanie, située dans la région de l'Adrar. Elle fait partie du département d'Atar.

## Géographie
Lors du recensement de 2000, Tawaz comptait 6 553 habitants.

## Personnalités
- Mekfoula Mint Brahim (1968 ou 1969-), biologiste et défenseure des droits humains mauritanienne, est née à Tawaz.